# Plchůvky
Plchůvky (německy Pilchuwek) jsou vesnice a část města Choceň v okrese Ústí nad Orlicí. Nachází se asi šest kilometrů severozápadně od Chocně. Plchůvky jsou také název katastrálního území o rozloze 3,49 km². V katastrálním území Plchůvky leží i Nová Ves. Toto katastrální území tvoří exklávu města Choceň, je obklopeno katastrálními územími samostatných obcí Újezd u Chocně a Plchovice a katastrálními územími Číčová a Malá Čermná nad Orlicí obce Čermná nad Orlicí.

## Historie
První písemná zmínka o vesnici pochází z roku 1342.

## Doprava
Vesnicí prochází železniční trať č. 020 Velký Osek - Hradec Králové - Týniště nad Orlicí - Choceň a je zde železniční zastávka Plchůvky.

## Galerie

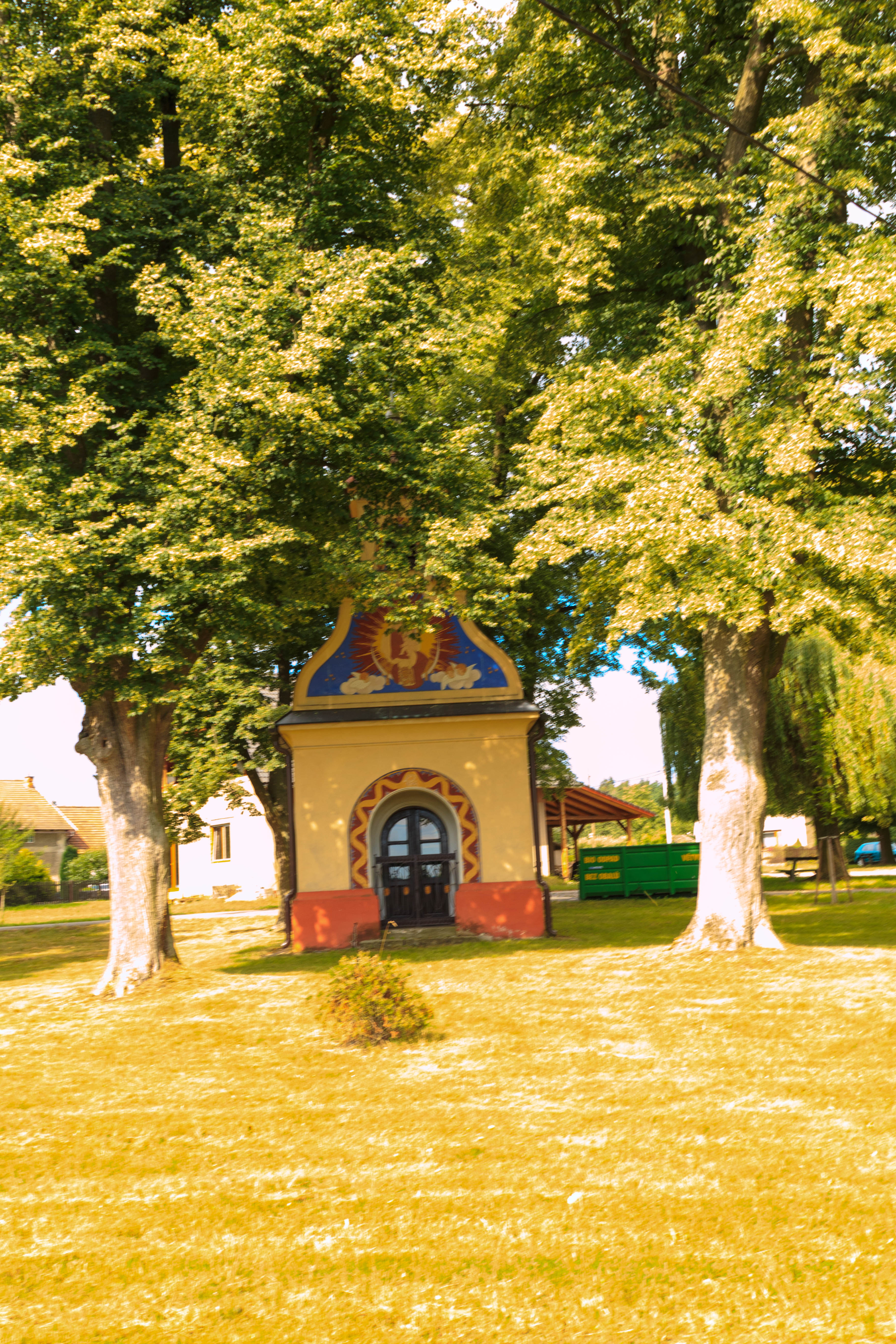
Kaple
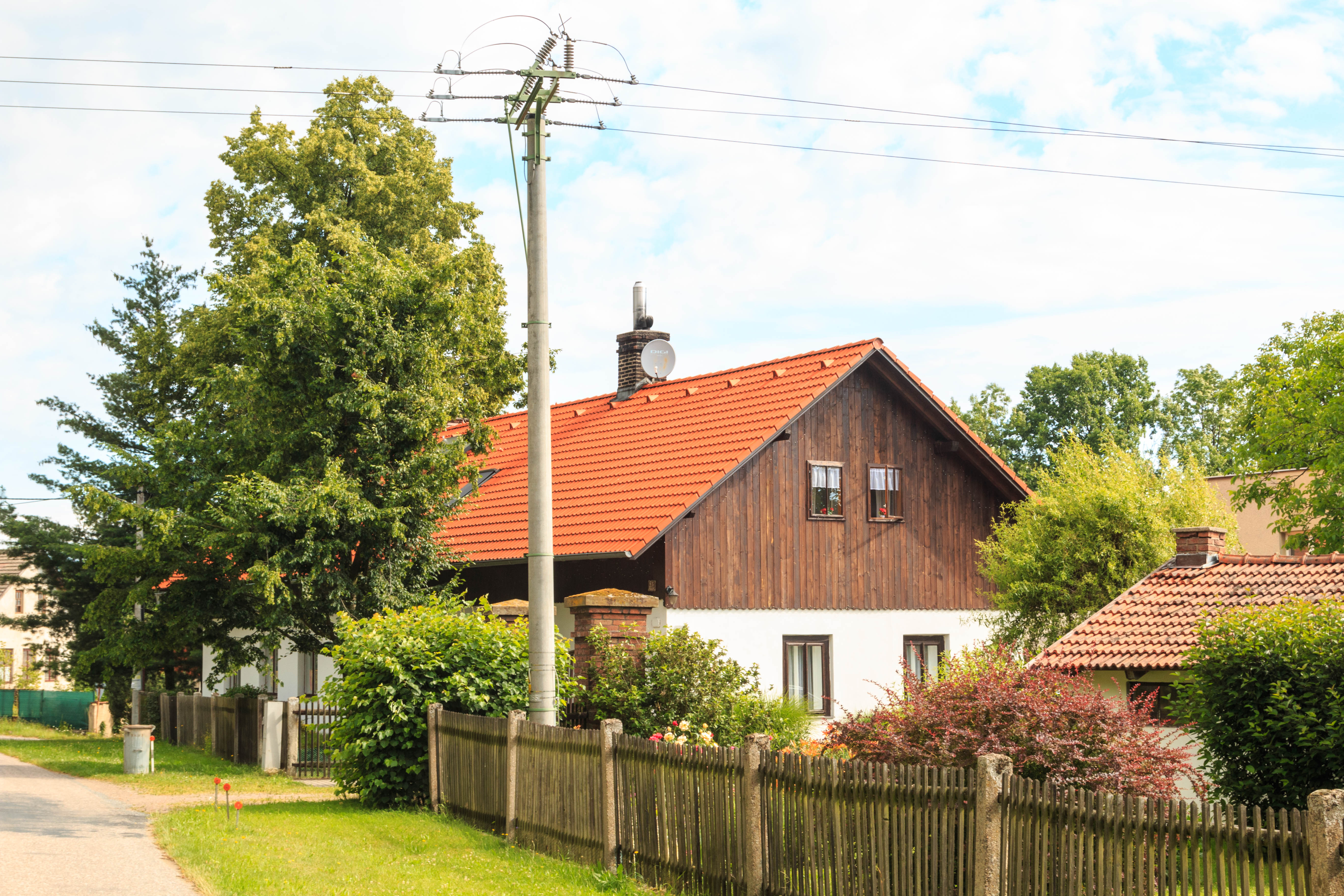
Dům čp. 24
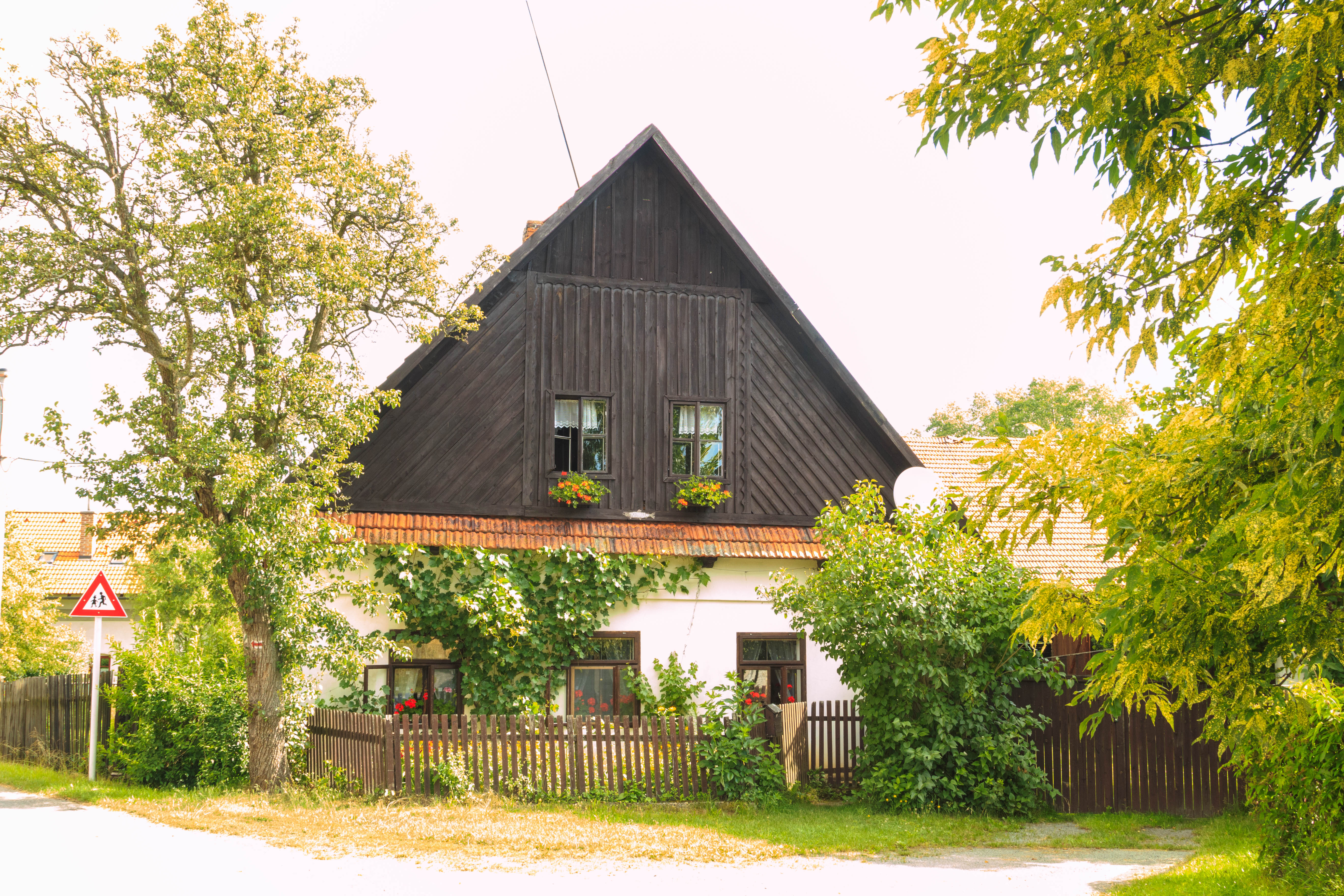
Dům čp. 26
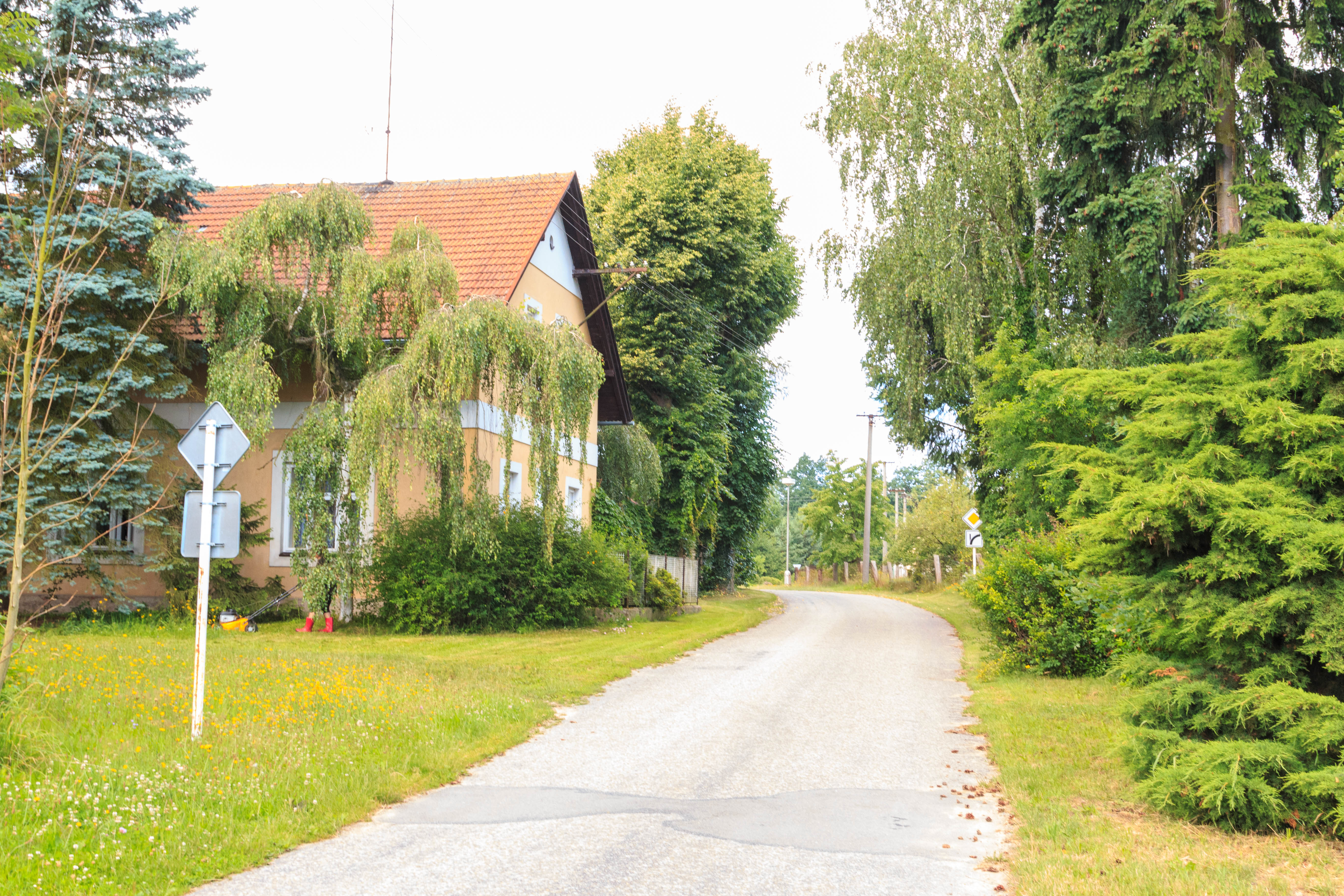
Dům čp. 8